# ژولی گایه

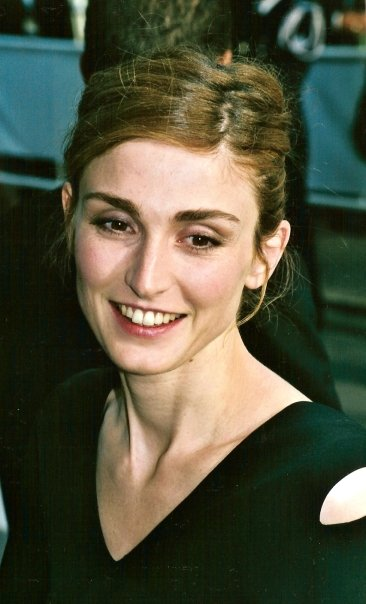
ژولی گیه در جشنواره فیلم کن.

ژولی گیه (به فرانسوی: Julie Gayet) بازیگر و تهیه‌کننده سینما و تلویزیون فرانسوی است. وی تاکنون در بیش از ۵۰ فیلم بازی کرده‌است.
او در فیلم‌هایی مثل پرندگان زندان و بدون اینکه بازی کرده‌است.

## زندگی خصوصی
هفته‌نامه فرانسوی کلوسر در یک گزارش ویژه هفت صفحه‌ای که در ۱۰ ژانویه ۲۰۱۴ منتشر شد، از رابطه عاشقانه پنهانی میان فرانسوا اولاند، رئیس‌جمهور فرانسه و ژولی گیه، پرده برداشت.

## پیامدهای افشای روابط خصوصی
در مارس ۲۰۱۳ میلادی، ژولی گیه علیه شماری از وبلاگ‌ها و وب‌سایت‌هایی که شایعات روابط خصوصی او با فرانسوا اولاند را گزارش کرده بودند، شکایت کرد.
در ژانویه ۲۰۱۴ میلادی، وزارت فرهنگ فرانسه از نامزدی ژولی گیه برای عضویت در هیئت داوران کمیته فرهنگی فرهنگستان فرانسه ممانعت کرد. دلیل خاصی برای این اقدام عنوان نشد.